# Raie pastenague à taches bleues
Taeniura lymma
Pour les articles homonymes, voir la page pastenague.
Espèce
Statut de conservation UICN

LC : Préoccupation mineure
Répartition géographique
La raie pastenague à taches bleues ou pastenague queue à ruban (Taeniura lymma) est une espèce de poissons cartilagineux de la famille des Dasyatidae. Cette raie est présente de la zone intertidale jusqu'à une profondeur de 30 m. Elle est fréquente dans les habitats côtiers ou à proximité de récifs coralliens des océans Indien et Pacifique occidental. Cette raie assez petite ne mesure pas plus de 35 cm de largeur : le disque pectoral est ovale et largement régulier, les grands yeux sont protubérants, la queue courte et épaisse surmonte un repli encaissé dans la nageoire. Le poisson est facilement reconnaissable à son éclatant jeu de couleurs qui consiste en de nombreux points bleu électrique sur un fond jaunâtre avec une queue striée de deux bandes bleues.
La nuit tombée, la raie pastenague à taches bleues rejoint des congénères et forme un petit groupe pour chasser sur des plaines sablonneuses en se laissant porter par la marée montante ; elle se nourrit d'invertébrés benthiques ainsi que de poissons osseux. Quand la marée est descendante, la raie se sépare de son groupe et se retire à l'abri sur un récif. La reproduction est ovovivipare : la femelle peut mettre au monde jusqu'à sept petits. Cette raie est en mesure d'infliger à l'homme une piqûre douloureuse grâce aux épines venimeuses situées sur sa queue ; la fuite est cependant préférée en cas de menace. Malgré ses inaptitudes à la vie en captivité, la beauté et la taille du poisson sont des attraits pour les aquariophiles. En raison de la détérioration généralisée de son habitat (récifs coralliens) et de la menace que représente la pêche intensive, l'Union internationale pour la conservation de la nature (UICN) range la raie pastenague à taches bleues parmi les espèces « Quasi menacées ».

## Description
La raie pastenague à taches bleues atteint 80 cm de long, 35 cm de large et pèse jusqu'à 5 kg,. 

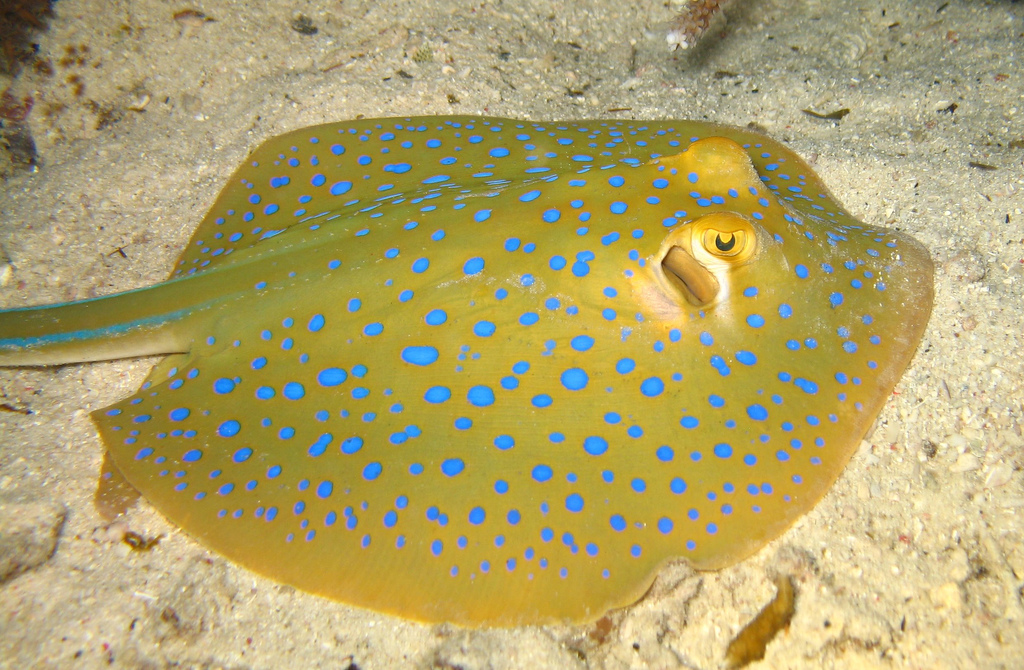
La coloration de la raie pastenague à taches bleues est facilement reconnaissable.
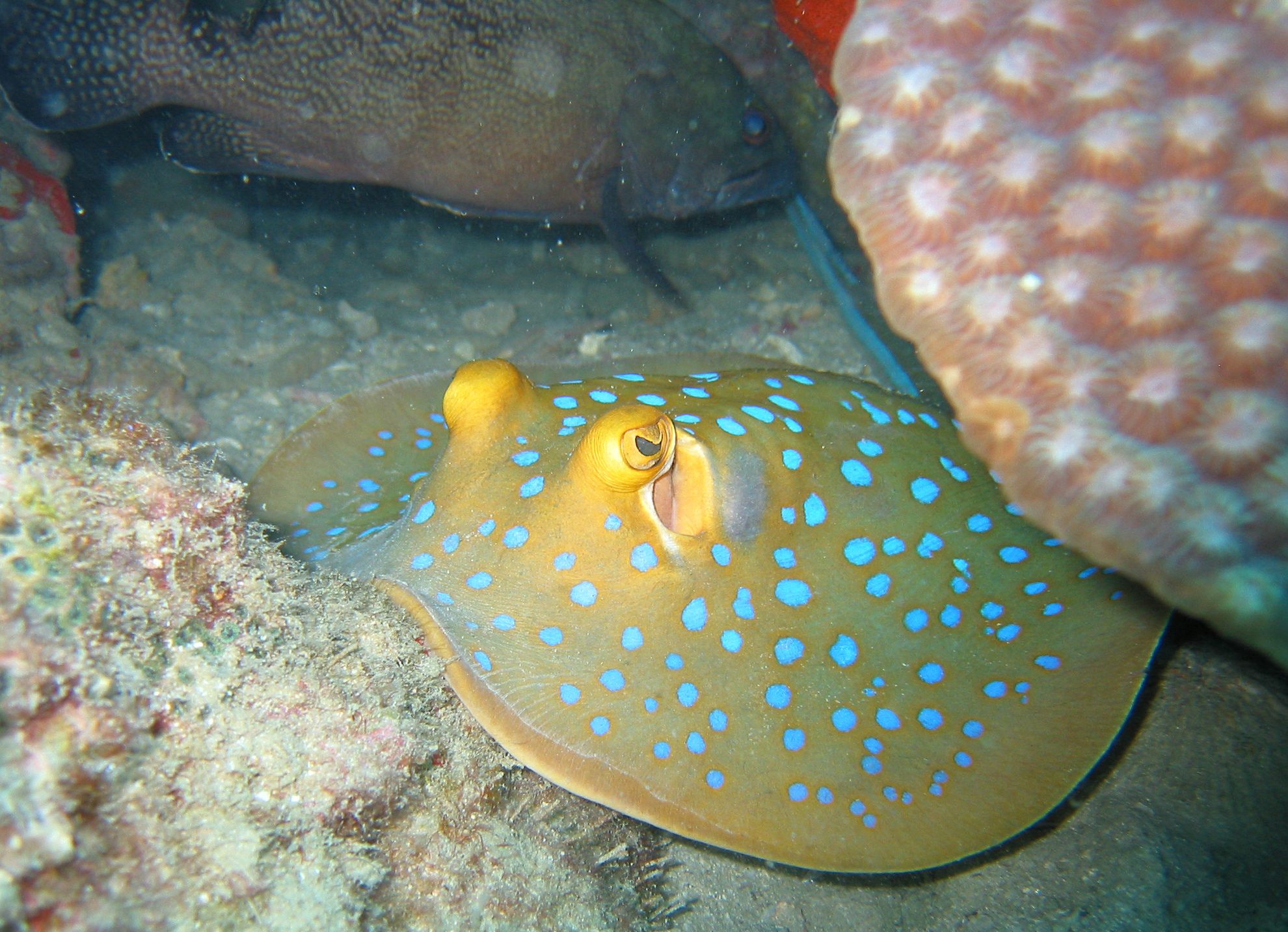
Raie pastenague à taches bleues (île de Ko Tao, Thaïlande)
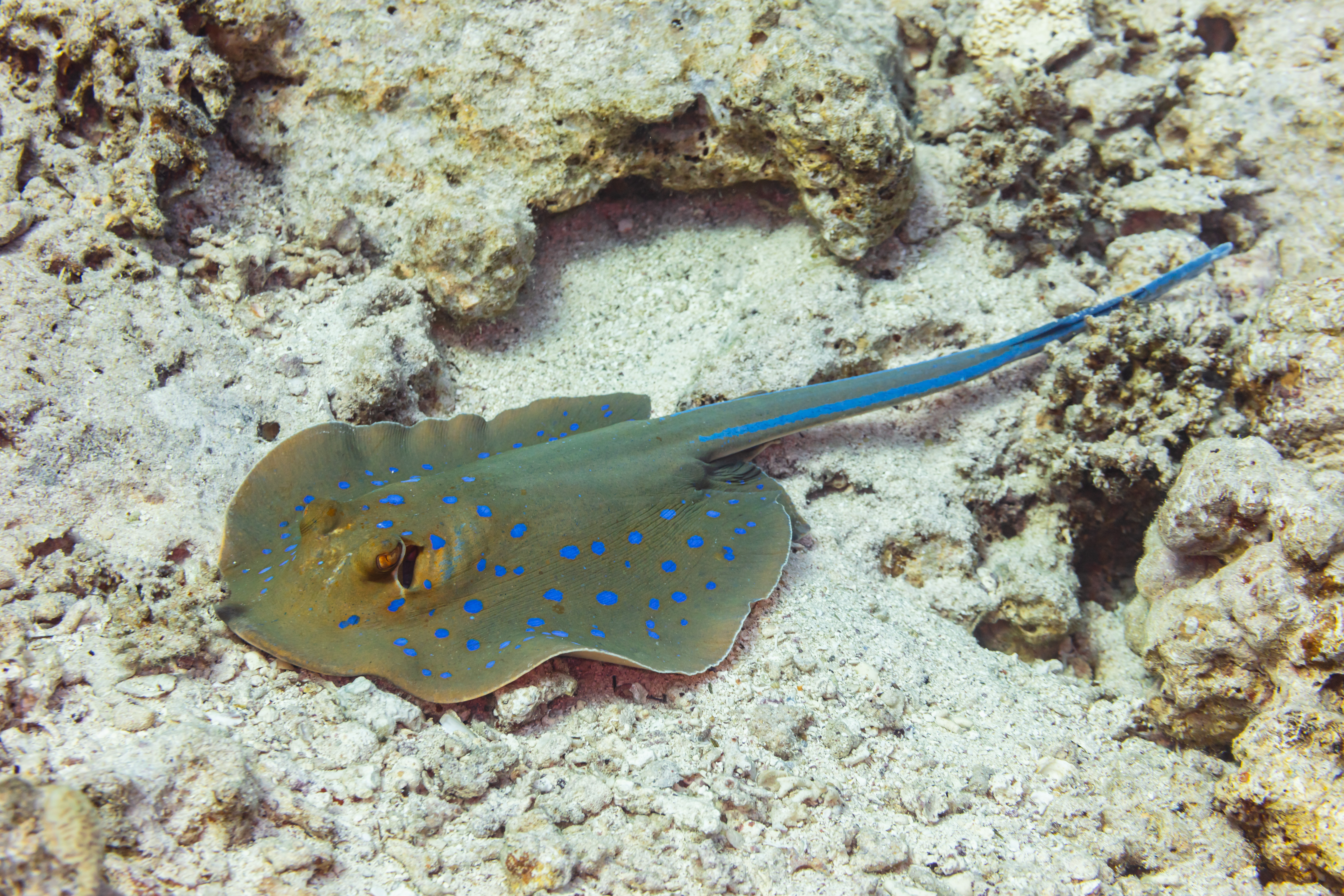
Raie pastenague à taches bleues en mer Rouge. Avril 2023.

Le disque formé par la nageoire pectorale adopte une forme ovale, il est environ un cinquième plus long que large. 
Le museau est arrondi ou légèrement anguleux. Les stigmates sont situés immédiatement derrière les grands yeux protubérants. Un étroit rabat de peau chevauchant la gueule fait la jonction entre les narines : la bordure postérieure de ce rabat de peau est ourlée. La mâchoire inférieure se creuse au milieu et est cernée de larges sillons situés de chaque côté de la gueule. Chacune des mâchoires compte entre 15 et 24 rangées de dents agencées à la façon d'un pavement ; deux grandes papilles sont disposées sur le plancher de la gueule,. 
Les nageoires pelviennes sont étroites et anguleuses. La queue épaisse et pendante est environ une fois et demie plus longue que le disque : elle supporte deux (plus rarement une seule) épines crénelées loin derrière la base de la queue. Un profond repli de nageoire est visible sur la surface ventrale, il se prolonge jusqu'au bout de la queue ; une crête peu marquée se dessine sur la surface supérieure,.
À l'exception de quelques petites épines au milieu de la surface dorsale, la peau est lisse. La coloration dorsale est éclatante : elle consiste en de nombreuses taches circulaires bleu électrique sur un fond ocre ou verdâtre. Les taches sont de tailles différentes mais elles se rétrécissent aux bordures du disque. 
La queue présente deux bandes du même bleu qui s'élancent de chaque côté de l'organe jusqu'aux épines. Il arrive que des spécimens rencontrés au large de l'Afrique australe ne disposent pas de ces deux bandes. 
Les yeux sont d'un jaune brillant, la surface ventrale est blanche,.

## Répartition géographique et habitat

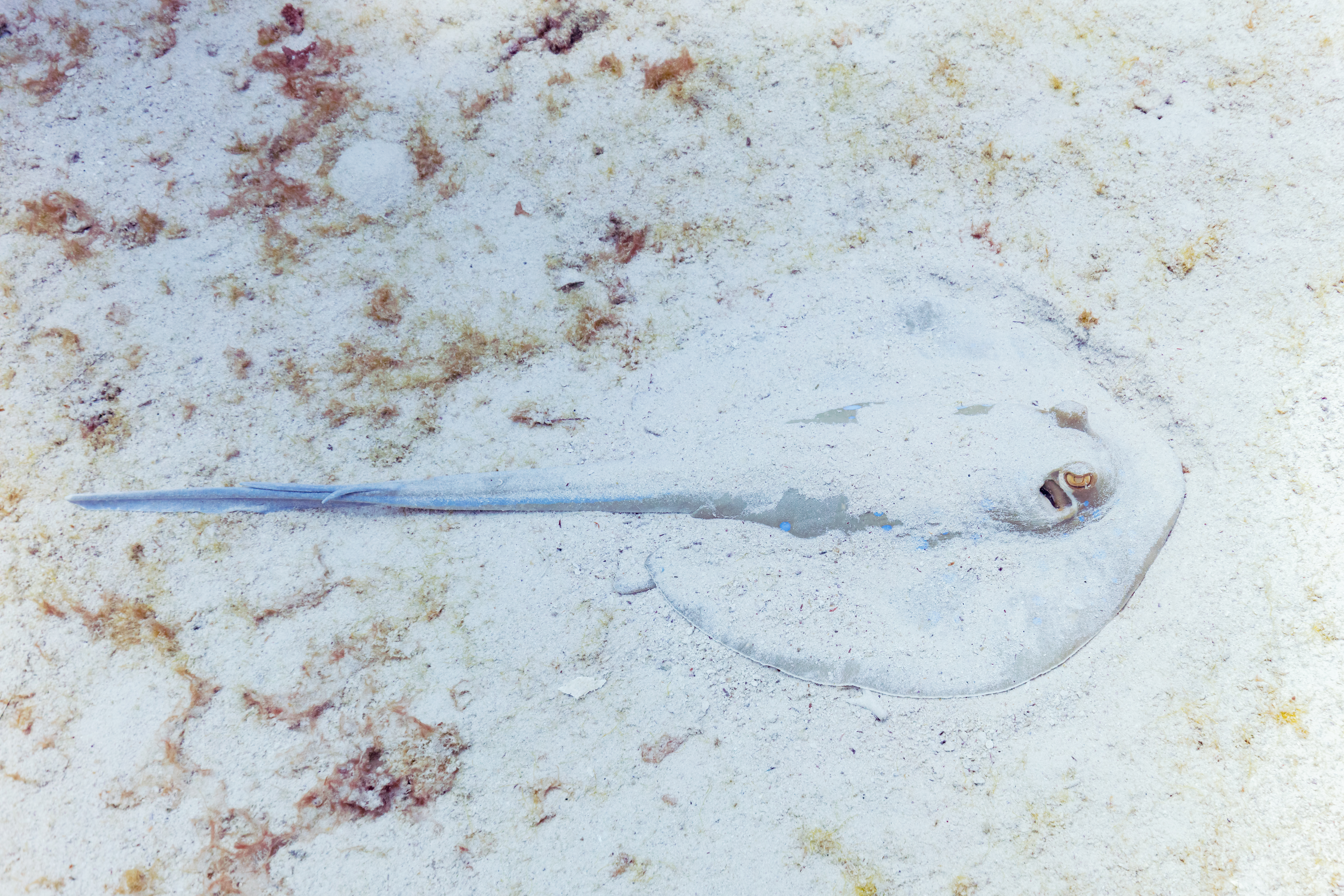
Raie pastenague à taches bleues (Charm el-Cheikh, Égypte)

La raie pastenague à taches bleues vit dans les eaux côtières de la zone tropicale du bassin Indo-Pacifique. Dans l'océan Indien, sa présence est établie depuis l'Afrique du Sud jusqu'à la Péninsule Arabique et l'Asie du Sud-Est : cela comprend Madagascar, Maurice, Zanzibar, les Seychelles, le Sri Lanka ainsi que les Maldives. Il est rare de rencontrer ce poisson dans le golfe Persique et dans le golfe d'Oman,. Dans l'océan Pacifique, l'espèce est présente des Philippines jusqu'aux côtes septentrionales de l'Australie ; elle est également aperçue autour de nombreuses îles de Mélanésie et de Polynésie, l'extrémité orientale de la répartition étant les îles Salomon. La raie pastenague à taches bleues se rencontre rarement au-delà de 30 m de profondeur : ce poisson démersal apprécie en effet les récifs coralliens et les plaines sablonneuses qui les bordent, ainsi que les herbiers marins. Il est souvent aperçu dans la zone intertidale et dans des mares résiduelles. Tous les étés, un nombre considérable de raies pastenagues à taches bleues se rend près des côtes sud-africaines.

## Taxinomie et phylogénie
La raie pastenague à taches bleues est originellement décrite par le naturaliste suédois Pehr Forsskål sous le nom Raja lymma dans son ouvrage Descriptiones Animalium quae in itinere ad maris australis terras per annos 1772, 1773, et 1774 suscepto collegit, observavit, et delineavit Joannes Reinlioldus Forster, etc., curante Henrico Lichtenstein publié en 1775. L'épithète spécifique lymma signifie « boue ». Forsskål ne désigne pas de spécimen type. En 1837, les biologistes allemands Johannes Peter Müller et Friedrich Gustav Jakob Henle créent le genre Taeniura qui doit accueillir l'espèce Trygon ornatus ; cette dernière est maintenant reconnue comme un synonyme plus récent.
Un autre nom vulgaire utilisé en français pour désigner cette espèce est pastenague queue à ruban ; celui-ci se rencontre plus rarement,. Une étude morphologique publiée en 1996 suggère que la raie pastenague à taches bleues est plus proche des raies du genre Himantura vivant près des côtes américaines ainsi que des raies d'eau douce de la famille Potamotrygonidae, plutôt que de la raie à taches noires (T. meyeni) avec qui elle partage son genre. Celle-ci serait en effet affiliée au genre Dasyatis et aux raies du genre Himantura vivant dans le bassin Indo-Pacifique.

## Biologie et écologie

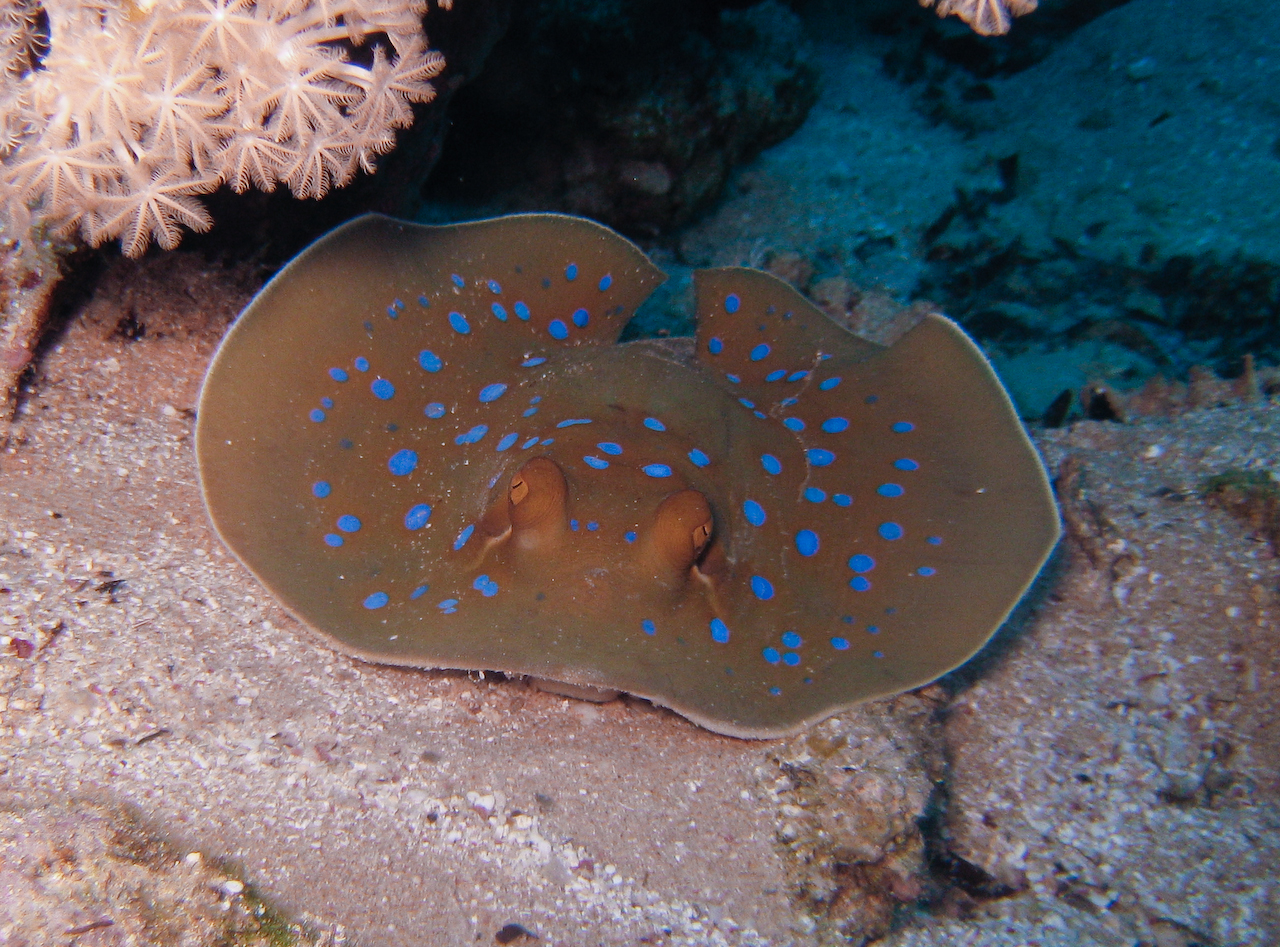
La pastenague à taches bleues se cache parmi les coraux durant la journée.

La raie pastenague à taches bleues est habituellement solitaire durant la journée qu'elle passe cachée à l'intérieur de cavernes, à l'abri sous un récif corallien ou sous des débris divers (notamment des épaves) ; bien souvent, seule sa queue est visible,,. Contrairement à beaucoup d'espèces proches, il est rare que ce poisson s'enfonce dans le sable. La nuit, de petits groupes se forment et, suivant la marée montante, se dirigent vers des plaines sablonneuses peu profondes où se nourrir. La raie creuse les fonds sablonneux à la recherche de mollusques, de polychètes, de crevettes, de crabes et de petits poissons osseux benthiques ; quand une proie est découverte, elle est piégée sous le corps de la raie est dirigée vers sa gueule à l'aide du disque. Certains poissons, comme ceux issus de la famille Mullidae, suivent le groupe lors de sa chasse et se nourrissent des proies restantes,.
La période de reproduction de l'espèce s'étend de la fin du printemps jusqu'en été : le mâle suit la femelle et s'y accroche en mordant son disque, il se maintient sur elle afin de procéder à la copulation. Il existe un exemple documenté d'un mâle se tenant sur le disque d'un autre mâle de plus petite taille de l'espèce Neotrygon kuhlii (pastenague à points bleus), il pourrait s'agir d'une identification erronée. Des rassemblements de mâles adultes ont été observés en eaux peu profondes, cela pourrait être lié à la reproduction. Comme les autres poissons apparentés, cette espèce est ovovivipare : lors du développement intra-utérin, les embryons se nourrissent de vitellus puis d'un liquide histotrophe contenant du mucus, de la graisse ainsi que des protéines, il s'agit d'une sorte de « lait utérin » sécrété par la mère. La durée de la gestation n'est pas connue avec précision, on pense cependant qu'elle est comprise entre quatre et douze mois. La femelle met au monde de trois à sept petits qui mesurent environ 13 ou 14 cm de large : le petit est un portrait réduit du poisson à la taille adulte,. Le mâle arrive à maturité sexuelle quand la largeur du disque atteint 20 ou 21 cm ; la donnée similaire pour la femelle est inconnue,.
La liste des prédateurs connus de la raie pastenague à tache bleues comprend les requins-marteaux et les dauphins du genre Tursiops ; il est possible que l'espèce soit la proie d'autres grands poissons et mammifères marins,. Quand elle est menacée, cette raie a tendance à fuir en zigzag afin de semer ses poursuivants. De nombreux parasites de l'espèce ont été identifiés : les cestodes Aberrapex manjajiae, Anthobothrium taeniuri, Cephalobothrium taeniurai, Echinobothrium elegans et E. helmymohamedi,, Kotorelliella jonesi, Polypocephalus saoudi, Rhinebothrium ghardaguensis et R. taeniuri, les monogènes Decacotyle lymmae, Empruthotrema quindecima, Entobdella australis, et Pseudohexabothrium taeniurae, les vers plats Pedunculacetabulum ghardaguensis et Anaporrhutum albidum,, le nématode Mawsonascaris australis, le copépode Sheina orri, et le protozoaire Trypanosoma taeniurae. Cette raie a été observée profitant des « services » du labre nettoyeur commun : elle indique son accord en soulevant les rebords du disque et les nageoires pelviennes.

## Relations avec l'homme

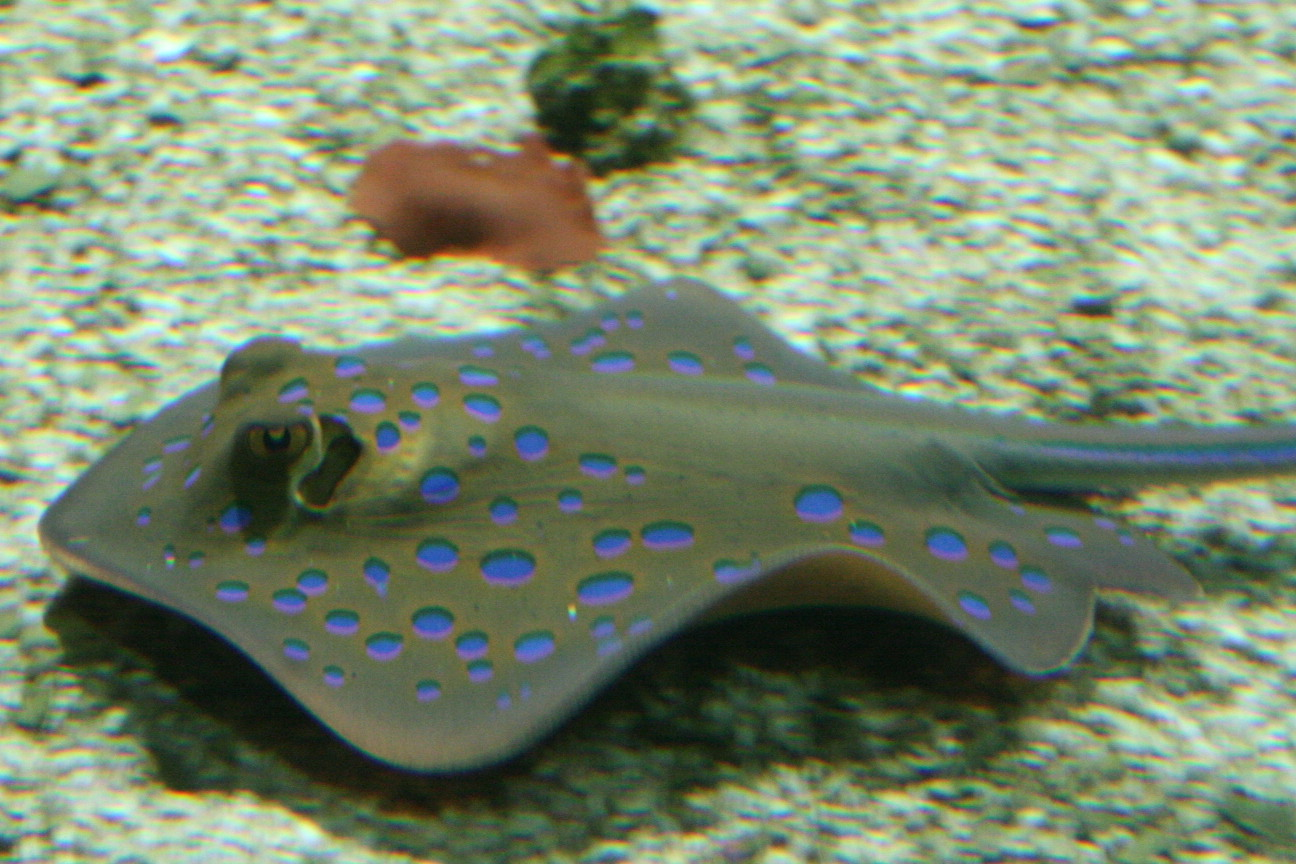
Océanopolis, Brest, France

La raie pastenague à taches bleues est généralement d'un tempérament craintif et s'éloigne des plongeurs qu'elle aperçoit ; en revanche, si elle se sent menacée, elle est capable d'infliger une blessure très douloureuse à l'homme à l'aide des épines venimeuses qu'elle porte sur sa queue, piqûre qui guérit difficilement. En raison de son apparence attrayante ainsi que de sa taille relativement modeste, ce poisson est celui de l'ordre des Myliobatiformes que l'on retrouve le plus fréquemment chez les aquariophiles. Cependant, il est rare que la raie s'adapte à ce nouveau milieu et très peu d'aquariophiles parviennent à maintenir un spécimen en vie bien longtemps. Il est courant que la raie pastenague à taches bleues refuse de se nourrir dans l'aquarium ; fréquemment, des spécimens apparemment en bonne santé arrêtent de se nourrir ou meurent de façon inexplicable. 
La chair du poisson est consommée en Afrique de l'Est, en Asie du Sud-Est et en Australie. Cette prise est soit celle recherchée, soit une prise accessoire ; la raie est capturée à l'aide d'un filet maillant, d'une palangre, d'une pointe ou d'une nasse,.
L'Union internationale pour la conservation de la nature (UICN) donne à la raie pastenague à taches bleues le statut d'espèce « Quasi menacée ». Même si elle se rencontre fréquemment et qu'elle occupe une vaste répartition, cette espèce souffre de la dégradation persistante de son habitat partout dans sa zone de distribution : les récifs coralliens à proximité desquels elle vit sont mis en danger par des pratiques halieutiques destructrices recourant au cyanure et à la dynamite. Enfin, la pêche locale destinée à l'aquariophilie, ainsi que la pêche sous une forme commerciale ou artisanale sont des menaces importantes.